# Jackson, New Jersey
Jackson är en kommun (township) i Ocean County i delstaten New Jersey, USA.